# کایسی ایشیی
کایسی ایشیی (انگلیسی: Kaisei Ishii؛ زادهٔ ۲ آوریل ۲۰۰۰) بازیکن فوتبال است.
از باشگاه‌هایی که در آن بازی کرده‌است می‌توان به باشگاه فوتبال ساگان توسو اشاره کرد.